# Клевинджер, Майк
Майкл Энтони Клевинджер (англ. Michael Anthony Clevinger; 21 декабря 1990, Джэксонвилл, Флорида) — американский бейсболист, питчер клуба Главной лиги бейсбола «Сан-Диего Падрес».

## Карьера
Клевинджер окончил старшую школу Сэмюэла Вулфсона в Джэксонвилле. Затем год провёл в военном колледже в Южной Каролине, известном как Цитадель. После этого он перевёлся в общественный колледж Семинол Стейт. На драфте МЛБ 2011 года Майка в четвёртом раунде выбрал клуб «Лос-Анджелес Энджелс». Первое предложение контракта на сумму 309 тысяч долларов Клевинджер отклонил, после чего клуб улучшил условия. Итоговая сумма подписного бонуса составила 350 тысяч.
В 2013 году Клевинджер перенёс операцию на локте, из-за которой провёл в чемпионате всего три игры. Следующий сезон он начал в A-лиге в составе «Сидар-Рапидс Кернелс». 7 августа 2014 года «Энджелс» обменяли Майка в «Кливленд Индианс» на питчера Винни Пестано. 
По итогам сезона 2015 года Майк был признан лучшим питчером года в системе клуба. В мае 2016 года тренерский штаб «Индианс» вызвал Клевинджера из фарм-клуба «Коламбус Клипперс». На тот момент в AAA-лиге он одержал пять побед в семи играх и лидировал в Международной лиге по этому показателю. Дебютную игру в МЛБ он провёл против «Цинциннати Редс». В дебютном сезоне в главной лиге Майк сыграл в семнадцати матчах, в том числе в десяти в роли стартового питчера. В 2017 году он закрепился в стартовой ротации «Индианс» и провёл 27 игр, в которых его показатель пропускаемости ERA составил 3,11. Чемпионат 2018 года Клевинджер начал в статусе четвёртого стартового питчера одной из сильнейших ротаций лиги, включающей Кори Клубера, Карлоса Карраско и Тревора Бауэра. В качестве стартового питчера он сыграл в 32 матчах и провёл на поле 200 иннингов с пропускаемостью 3,02.
В регулярном чемпионате 2019 года Майк провёл 21 игру, пропустив часть сезона из-за болей в спине. Его показатель пропускаемости в этих играх составил 2,71. После завершения чемпионата «Индианс» обменяли лидера стартовой ротации Кори Клубера в «Техас Рейнджерс» и перед началом следующего сезона Клевинджеру прогнозировали более важную роль в команде. В межсезонье он продлил контракт с «Кливлендом» на год, зарплата игрока составила 4,1 млн долларов. В феврале 2020 года он перенёс операцию на колене. В августе он вместе с другим питчером команды Заком Плесаком был отстранён от работы с командой за нарушение протокола безопасности, связанного с пандемией COVID-19. Перед закрытием периода обменов «Индианс» обменяли Клевинджера в «Сан-Диего Падрес». 